# Тилль, Оливье
Оливье́ Тилль (люкс. Olivier Thill; 17 декабря 1996, Нидеркорн, Люксембург) — люксембургский футболист, полузащитник клуба «Прогрес» и сборной Люксембурга.

## Биография

### Клубная карьера
На взрослом уровне начал выступать в клубе «Роданж 91», в составе которого провёл два полных сезона во второй лиге Люксембурга. Летом 2015 года перешёл в клуб высшей лиги «Прогрес» Нидеркорн. Дебютировал 7 июля в матче первого отборочного раунда Лиги Европы против ирландского «Шемрок Роверс», в котором вышел на замену на 77-й минуте вместо своего брата Себастьена. В 3-м квалификационном раунде Лиги Европы 2018/19 «Прогрес» уступил российскому клубу «Уфа». 29 августа 2018 года Тилль подписал с «Уфой» четырёхлетний контракт, став таким образом первым люксембуржцем в чемпионате России (РПЛ). В матче с «Уралом» 27 октября отдал свою первую голевую передачу, а первый гол за уфимцев забил 9 декабря в гостевом матче против «Краснодара» (1:1).
30 декабря 2020 года подписал двухлетний контракт с украинским клубом «Ворскла». В новой команде дебютировал в рамках Премьер-лиги Украины 14 февраля 2021 года, выйдя в стартовом составе в выездном матче против львовского «Руха» (1:1), проведя на поле все 90 минут. 27 февраля 2021 года в своей третьей игре за клуб забил свой дебютный гол в чемпионате Украины в домашнем матче против «Александрии» (3:1), сделав счёт в пользу своей команды 2:0 на 70-й минуте.

### Карьера в сборной
Дебютировал за сборную Люксембурга 31 августа 2017 года, отыграв весь матч против сборной Беларуси в рамках отборочного турнира чемпионата мира 2018.

## Семья
Родился в футбольной семье. Отец Серж (р. 1969) — нападающий, в 1990-е годы выступал за сборную Люксембурга. Мать Натали (р. 1973, урожд. Фельтген) — бывшая легкоатлетка и футболистка, выступавшая на вратарской позиции за женскую сборную Люксембурга с 2008 по 2013 годы. Братья Себастьен и Венсан — также стали футболистами и выступали за сборную страны.

## Статистика
| Клуб                | Сезон            | Лига | Лига | Кубки | Кубки | Еврокубки | Еврокубки | Итого | Итого |
| Клуб                | Сезон            | Игры | Голы | Игры  | Голы  | Игры      | Голы      | Игры  | Голы  |
| ------------------- | ---------------- | ---- | ---- | ----- | ----- | --------- | --------- | ----- | ----- |
| Роданж 91           | 2012/2013        | 1    | 0    | 0     | 0     | 0         | 0         | 1     | 0     |
| Роданж 91           | 2013/2014        | 26   | 5    | 3     | 1     | 0         | 0         | 29    | 6     |
| Роданж 91           | 2014/2015        | 25   | 8    | 2     | 1     | 0         | 0         | 27    | 9     |
| Роданж 91           | Итого            | 52   | 13   | 5     | 2     | 0         | 0         | 57    | 15    |
| Прогрес (Нидеркорн) | 2015/2016        | 23   | 2    | 1     | 1     | 1         | 0         | 25    | 3     |
| Прогрес (Нидеркорн) | 2016/2017        | 25   | 7    | 2     | 0     | 0         | 0         | 27    | 7     |
| Прогрес (Нидеркорн) | 2017/2018        | 20   | 7    | 1     | 0     | 4         | 0         | 25    | 7     |
| Прогрес (Нидеркорн) | 2018/2019        | 2    | 0    | 0     | 0     | 6         | 2         | 8     | 2     |
| Прогрес (Нидеркорн) | Итого            | 70   | 16   | 4     | 1     | 11        | 2         | 85    | 19    |
| Уфа                 | 2018/2019        | 24   | 1    | 1     | 0     | 0         | 0         | 25    | 1     |
| Уфа                 | 2019/2020        | 22   | 0    | 2     | 0     | 0         | 0         | 24    | 0     |
| Уфа                 | 2020/2021        | 6    | 0    | 1     | 0     | 0         | 0         | 7     | 0     |
| Уфа                 | Итого            | 52   | 1    | 4     | 0     | 0         | 0         | 55    | 1     |
| Ворскла             | 2020/2021        | 5    | 1    | 0     | 0     | 0         | 0         | 5     | 1     |
| Ворскла             | Итого            | 4    | 1    | 0     | 0     | 0         | 0         | 4     | 1     |
| Всего за карьеру    | Всего за карьеру | 182  | 31   | 13    | 3     | 11        | 2         | 202   | 35    |

### Сборная
| Люксембург | Люксембург | Люксембург |
| Год        | Игры       | Голы       |
| ---------- | ---------- | ---------- |
| 2017       | 5          | 1          |
| 2018       | 7          | 1          |
| 2019       | 10         | 0          |
| 2020       | 5          | 0          |
| 2021       | 8          | 0          |
| Всего      | 35         | 3          |

### Голы за сборную Люксембурга
| No. | Дата            | Место                                              | Соперник | Гол | Результат | Соревнование              |
| --- | --------------- | -------------------------------------------------- | -------- | --- | --------- | ------------------------- |
| 1   | 10 октября 2017 | Стадион имени Жозе Бартеля, Люксембург, Люксембург | Болгария | 1:0 | 1:1       | Отборочные матчи ЧМ-2018  |
| 2   | 8 сентября 2018 | Стадион имени Жозе Бартеля, Люксембург, Люксембург | Молдова  | 2:0 | 4:0       | Лига наций УЕФА 2018/2019 |
| 2   | 4 сентября 2021 | «Райко Митич», Белград, Сербия                     | Сербия   | 1:2 | 1:4       | Отборочные матчи ЧМ-2022  |